# (3682) Welther
(3682) Welther (A923 NB) – planetoida z grupy pasa głównego asteroid okrążająca Słońce w ciągu 4,58 lat w średniej odległości 2,76 au Odkrył ją Karl Wilhelm Reinmuth 12 lipca 1923 roku.